# Opsiphanes praegrandis
Opsiphanes praegrandis är en fjärilsart som beskrevs av Hans Fruhstorfer 1907. Opsiphanes praegrandis ingår i släktet Opsiphanes och familjen praktfjärilar. Inga underarter finns listade i Catalogue of Life.